# 5984 Lysippus
5984 Lysippus este o planetă minoră (asteroid), cu un diametru de 5,716 km, din centura de asteroizi. A fost descoperită pe 16 octombrie 1977 la Observatorul Palomar de Cornelis Johannes van Houten și a fost numită după Lysippos. 
Obiectul prezintă o orbită caracterizată de o semiaxă mare de 2,3811836 UAi, o excentricitate de 0,11, o înclinație de 5,70714 ° în raport cu ecliptica.